# カタールの国章
カタールの国章（カタールのこくしょう）は、2022年に改定されたものである。1976年に制定された国章を、国旗のマルーンと白の二色のみで描いたものである。
国章に描かれているシンボルには、この地域に共通するものもある。アラブの伝統的な新月刀はサウジアラビアの国章やオマーンの国章にも登場する。海上交易を表すダウ船はクウェートの国章やアラブ首長国連邦の国章にも登場する。椰子の木はサウジアラビアの木でもある。

## 以前の国章
カタールの元の国章は1976年に制定された。二本の交差した白い新月刀（シミター）が描く円の中に、青い海と白い波の線、その上に浮かぶダウ船と二本の椰子の生える島があしらわれている。その周りを大きい帯が円形に囲み、上下を半分に分かつようにぎざぎざの線が描かれ、その上半分は白色、下は茶色になっている（これはカタールの国旗の柄である）。上半分の白い部分にはクーフィー体のアラビア文字で「カタール国」（دولة قطر）の名が、下半分の茶色い部分には白いラテン文字で英語の国名（State of Qatar）が書かれていた。

カタールの国章（1966年 - 1976年）
カタールの国章（1976年 - 2022年）
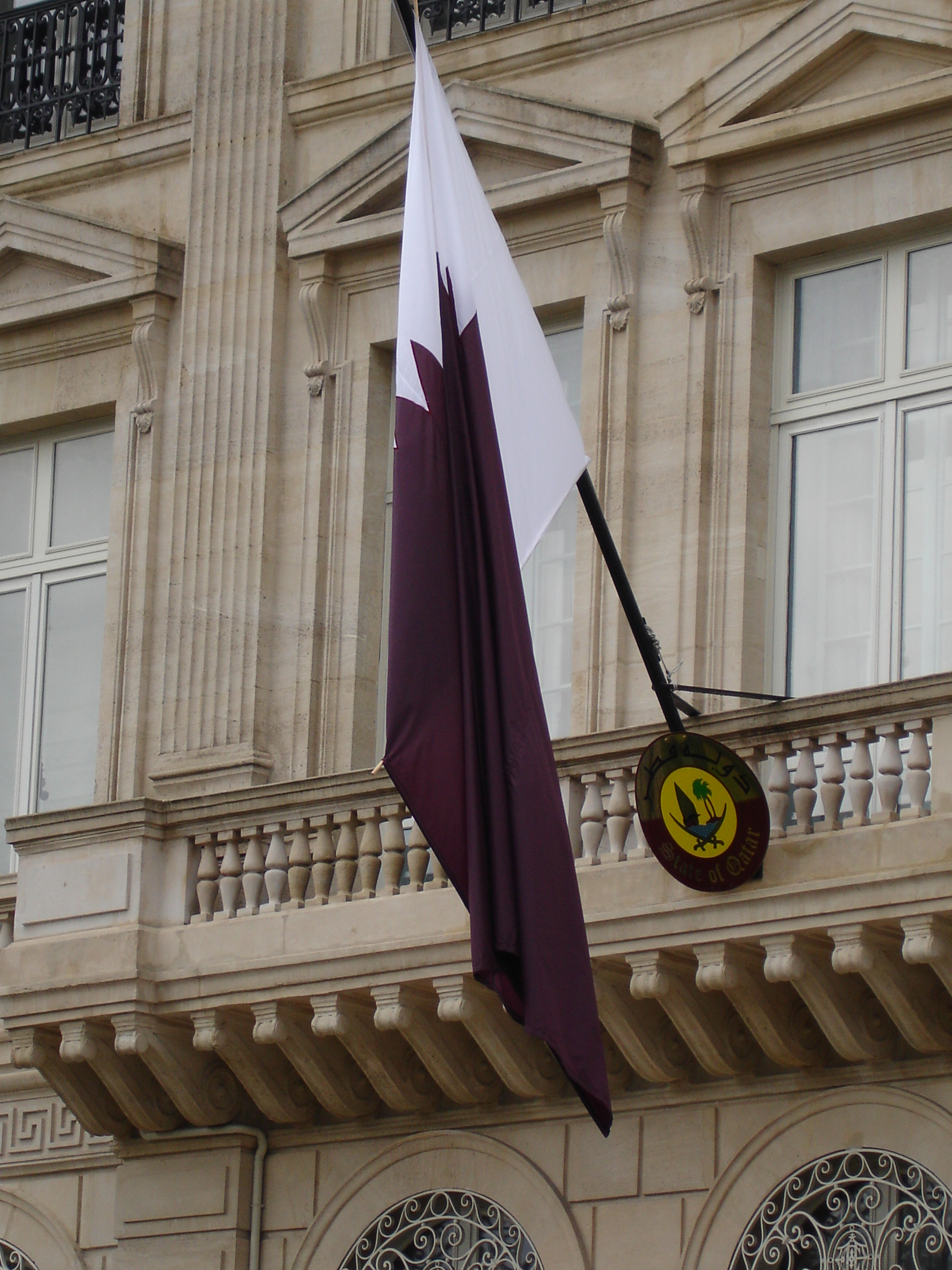
カタールの国旗と国章

国章には、英語の国名の入っていないもの、帯の内部が黄色くなっているもの、新月刀の色が茶色いものもある。1966年に制定し1976年まで使用されていた国章には真珠貝や二本の椰子の枝をあしらっていた。
2022年に国章が変更された。周囲の円形部分と国名が省略され、二本の交差した白い新月刀 、ダウ船と二本の椰子の生える島がマルーン色のシルエットになった。